# 二色滇紫草
二色滇紫草（学名：Onosma bicolor）是紫草科滇紫草属的植物。分布在锡金、尼泊尔、不丹以及中国大陆的西藏等地，生长于海拔2,300米至3,700米的地区，多生长于山坡林间空地以及河谷林缘草丛，目前尚未由人工引种栽培。
种名 bicolor 意为“二色的”。